# David Elworthy

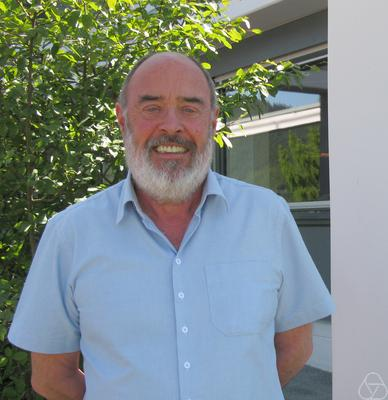
David Elworthy

Kenneth David Elworthy (* 1940 in Bristol) ist ein britischer Mathematiker, der sich mit Topologie, Stochastischer Analysis, Stochastischen Differentialgleichungen und geometrischer Analysis befasst.
Elworthy wurde 1967 an der Universität Oxford bei Michael Atiyah promoviert (Some Problems of Algebraic Topology (Fredholm maps and {\displaystyle GL_{c(E)}} structures)). Er war bis zu seiner Emeritierung Professor an der University of Warwick.
Elworthy war Gastredner auf dem Internationalen Mathematikerkongress in Nizza 1970 (On Fredholm Manifolds, mit James Eells) und in Madrid 2006 (Geometric stochastic analysis on path space, mit X.-M. Hairer-Li).

## Schriften
- Stochastic differential equations on manifolds, London Mathematical Society Lecture Series 70, Cambridge University Press 1982
- mit Xue-Mei Li, Yves Le Jan: The Geometry of Filtering, Birkäuser 2010
- mit Xue-Mei Li, Yves Le Jan: On the geometry of diffusion operators and stochastic flow, Springer 1999